# Kurt Hamrin
Kurt Roland Hamrin  (19. listopadu 1934, Stockholm, Švédsko – 4. února 2024, Florencie, Itálie) byl švédský fotbalista. Hrával na pozici útočníka. Byl výjimečným střelcem, za celou svou kariéru dal 244 prvoligových gólů, z toho 190 v italské Sérii A, což ho činí sedmým nejlepším střelcem historie italské ligy.
Se švédskou fotbalovou reprezentací získal stříbrnou medaili na mistrovství světa 1958. Celkem za národní tým odehrál 32 utkání a vstřelil v nich 17 gólů.
S AC Milán vyhrál v sezóně 1968/69 Pohár mistrů evropských zemí a v sezóně 1967/68 Pohár vítězů pohárů. S AS Fiorentina získal Pohár vítězů již v sezóně 1960/61, v tomto ročníku byl se šesti góly i nejlepším střelcem této soutěže. S Milánem se stal jednou italským mistrem (1968), s Fiorentinou vybojoval dvakrát italský pohár (1961, 1966). Roku 1955 byl nejlepším střelcem švédské ligy.
V anketě Zlatý míč, která hledala nejlepšího fotbalistu Evropy, skončil roku 1958 čtvrtý.